# Каролина харикенси
Каролина харикенси (енгл. Carolina Hurricanes) амерички су хокејашки клуб из Ралија. Клуб се такмичи у Националној хокејашкој лиги (НХЛ) као члан Метрополитан дивизије у Источној конференцији. Своје домаће утакмице играју у арени Леново центар (енгл. Lenovo Center).
Тим је првобитно основан 1971. године као Њу Ингланд вејлерси (енгл. New England Whalers) у Светској хокејашкој асоцијацији (WHA). Године 1979, након спајања WHA и НХЛ, клуб је постао члан НХЛ-а под именом Хартфорд вејлерси (енгл. Hartford Whalers). Године 1997, тим се преселио у Роли и преименован је у Каролина харикенси.

## Историја
Као Њу Ингланд вејлерси, тим је био један од оснивача WHA (Светске хокејашке асоцијације) и освојио је шампионат те лиге 1973. године. Након преласка у НХЛ као Хартфорд вејлери, клуб је имао ограничен успех, са само неколико наступа у плеј-офу током 1980-их и 1990-их година.
Пресељењем у Рали 1997. године, тим је добио нови идентитет као Каролина харикенси. Први велики успех остварили су у сезони 2001/02, када су стигли до финала Стенли купа, али су изгубили од Детроит ред вингса у пет утакмица. Највећи успех у историји франшизе дошао је у сезони 2005/06, када су Харикенси освојили свој први и до сада једини Стенли куп, победивши Едмонтон ојлерсе у финалу резултатом 4:3 у серији. Ова победа представља прву велику професионалну спортску титулу за државу Северну Каролину.
Након освајања купа, тим је имао периоде реконструкције и променљивих резултата. Под вођством тренера Рода Бринд'Амура, који је преузео тим 2018. године, Харикенси су постали редовни учесници плеј-офа и један од најконкурентнијих тимова у лиги. У сезони 2024/25, тим је поново стигао до финала Источне конференције, али су се суочили са изазовима против Флорида пантерса.

## Трофеји
- Национална хокејашка лига (НХЛ):
  - Првак (1) : 2005/06.

- Источна конференција:
  - Првак (2) : 2001/02, 2005/06.

- Дивизија:
  - Првак (6) : 1998/99, 2001/02, 2005/06, 2020/21, 2021/22, 2022/23.